# 沙哈巴德
沙哈巴德（Shahabad）是印度卡纳塔克邦古爾伯加縣的一个城镇。总人口6974（2001年）。

## 人口
该地2001年总人口6974人，其中男性3626人，女性3348人；0—6岁人口605人，其中男333人，女272人；识字率80.24%，其中男性为86.40%，女性为73.57%。